# Carency
Carency is een gemeente in het Franse departement Pas-de-Calais (regio Hauts-de-France) en telt 700 inwoners (2004). De plaats maakt deel uit van het arrondissement Arras.

## Geografie
De oppervlakte van Carency bedraagt 8,6 km², de bevolkingsdichtheid is 81,4 inwoners per km².
De onderstaande kaart toont de ligging van Carency met de belangrijkste infrastructuur en aangrenzende gemeenten.

## Demografie
Onderstaande figuur toont het verloop van het inwonertal (bron: INSEE-tellingen).